# アンニョンハシムニカ・ハングル講座
안녕하십니까? ハングル講座（アンニョンハシムニカ ハングルこうざ）は、NHK教育テレビジョンとラジオ第2放送で1984年度から24年間放送された、朝鮮語の語学講座番組である。
各講座の中で、開始から終了まで唯一テレビとラジオで同じタイトルにより放送された講座である。2008年度からはテレビとラジオで講座が分かれ、テレビは『テレビでハングル講座』、ラジオは『まいにちハングル講座』に改められた。なおラジオ講座については、新番組で従来の応用編に相当する講座が放送されなかったため、『アンコール ハングル講座』というタイトルでラジオ講座が2008年度に再放送された。

## 番組名について
朝鮮語講座放送の構想自体は、1960年代以降からすでにあったが、朝鮮半島が南北（大韓民国（韓国）・朝鮮民主主義人民共和国（北朝鮮）に分断されていることから、タイトルを『韓国語講座』とするか『朝鮮語講座』とするかで局内外の意見が分かれ、実現までにかなりの時間を要した。
この番組名から「ハングル語」という誤称が生じたが、「ハングル」とは朝鮮語の表記に用いられる文字表記の名称であり、言語の名称ではない。また、同様の理由で「ハングル会話」や「ハングル語」という言葉はありえないため、教育テレビの他言語講座番組が『○○語会話』に改称されてからも『ハングル会話』や『ハングル語会話』などとすることができず、唯一『講座』という言葉を用いた。
また、番組内では、朝鮮語ないし韓国語という表現は使用せず、「この言語」と表現し、中立性を確保した。
この番組名が「ハングル」という名称を用いるようになったため、これ以降「ハングル文法」、「「ハングル」能力検定試験」など、「ハングル」と称する書物などが増えた。
またこの番組が放送を開始して以来、前述したように「ハングル」と称する書物などが多く出版されたが、これらはほぼ全て実際に韓国国内で使用される「韓国語」である。ただし「ハングル」能力検定試験は、南北どちらかの正書法に統一されていれば正解となる。

## テレビ講座

### 放送時間
いずれも日本時間。
| 2005 - 2007年度 - 本放送：火曜日 23時30分 - 23時55分 - 再放送：日曜日 6時00分 - 6時25分 2003・2004年度 - 本放送：火曜日 23時30分 - 翌0時00分 - 再放送：日曜日 6時00分 - 6時30分 2002年度 - 本放送：土曜日 6時40分 - 7時10分 - 再放送：金曜日 0時25分 - 0時55分（木曜日深夜） 1999 - 2001年度 - 本放送：土曜日 6時40分 - 7時10分 - 再放送：金曜日 0時20分 - 0時50分（木曜日深夜） | 1998年度 - 本放送：土曜日 6時40分 - 7時10分 - 再放送：金曜日 0時05分 - 0時35分（木曜日深夜） 1995 - 97年度 - 本放送：火曜日 6時40分 - 6時59分 - 再放送：水曜日 7時40分 - 8時00分 1993・1994年度 - 本放送：水曜日 7時40分 - 8時00分 - 再放送：月曜日 19時00分 - 19時20分 1992年度 - 本放送：水曜日 7時40分 - 8時00分 - 再放送：木曜日 22時40分 - 23時00分 | 1991年度 - 本放送：水曜日 7時40分 - 8時00分 - 再放送：木曜日 22時40分 - 23時00分 1990年度 - 本放送：日曜日 7時20分 - 7時40分 - 再放送：月曜日 22時20分 - 22時40分 1984 - 89年度 - 本放送：日曜日 7時30分 - 8時00分 - 再放送：木曜日 18時30分 - 19時00分 |

## ラジオ講座
月 - 木が入門編で6ヶ月単位、金、土が応用編で2～4ヶ月単位で構成される。

### 放送時間
全て1日単位での講座である。
アンコールハングル講座
- 2008年度
月 - 土 11:20 - 11:40